# Észak-Korea vezetőinek listája

Az Államügyi Bizottság elnökének címere

Az Államügyi Bizottság elnökének zászlaja

Az alábbi szócikk a Koreai Népi Demokratikus Köztársaság (Észak-Korea) legfelsőbb vezetőit tartalmazza.
1948 és 2016 között a Koreai Munkapárt Nemzetvédelmi Bizottságának (국방위원회; Kukpang üvonhö (Kukbang wiwŏnhoe)) elnöke töltötte be ezt a feladatkört, jelenleg a Koreai Munkapárt Államügyi Bizottságának (국무위원회; Kungmu üvonhö (Kukmu wiwŏnhoe)) elnöke látja el.

## Az észak-koreai Nemzetvédelmi Bizottság elnökei
| Sorszám | Kép | Név                        | Hangul | Handzsa | Hivatali idő                           |
| ------- | --- | -------------------------- | ------ | ------- | -------------------------------------- |
| 1.      |     | Kim Ir Szen (Kim Il-sung)  | 김일성 | 金日成  | 1948. szeptember 9. – 1993. április 9. |
| 2.      |     | Kim Dzsongil (Kim Jong-il) | 김정일 | 金正日  | 1993. április 9. – 2011. december 17.  |
| 3.      |     | Kim Dzsongun (Kim Jong-un) | 김정은 | 金正恩  | 2012. április 13. – 2016. június 29.   |

## Az észak-koreai Államügyi Bizottság elnökei
| Sorszám | Kép | Név                        | Hangul | Handzsa | Hivatali idő       |
| ------- | --- | -------------------------- | ------ | ------- | ------------------ |
| 1.      |     | Kim Dzsongun (Kim Jong-un) | 김정은 | 金正恩  | 2016. június 29. – |